# Goasafat
Goasafat là một thị trấn thống kê (census town) của quận Medinipur thuộc bang Tây Bengal, Ấn Độ.

## Nhân khẩu
Theo điều tra dân số năm 2001 của Ấn Độ, Goasafat có dân số 5406 người. Phái nam chiếm 52% tổng số dân và phái nữ chiếm 48%. Goasafat có tỷ lệ 65% biết đọc biết viết, cao hơn tỷ lệ trung bình toàn quốc là 59,5%: tỷ lệ cho phái nam là 70%, và tỷ lệ cho phái nữ là 59%. Tại Goasafat, 17% dân số nhỏ hơn 6 tuổi.